# The Electric Soft Parade
The Electric Soft Parade est un groupe de rock indépendant britannique, originaire de Brighton, en Angleterre. Il est formé par les frères Alex et Tom White, auxquels sont venus s'ajouter le bassiste Matthew Twaites (du groupe Restlesslist) et le batteur Mathew Priest (de Dodgy).

## Biographie
Les deux frères ont tout d'abord baptisé le groupe Fixed Ascent, puis The Feltro Media. Sous ce nom, ils publient au début du XXIe siècle, The Wondeful World of The Feltro Media, quasiment introuvable actuellement. À cette période, Alistair Gavan était derrière la batterie. Il quitte ensuite le groupe, pour rejoindre Diomedes, et la formation change de nouveau son nom, pour devenir The Electric Soft Parade. Le terme Electric est ajouté lorsque, le groupe commençant à gagner en notoriété dans la presse rock, ils reçoivent des menaces de procès de la part d'une autre formation, nommée The Soft Parade (d'après l'album du même nom, des Doors).
Après avoir signé chez le label DB Records en 2001, le premier album, Holes in the Wall (35e des classements britanniques) sort en février 2002. Celui-ci les propulse sur le devant de la scène, et on les voit en première partie de groupes comme The Who ou Oasis. Il est aussi nommé pour les Mercury Music Prize. Leur deuxième album, The American Adventure parait en octobre 2003, mais chez BMG Records. L'album est un échec commercial. Le groupe est mis en suspens principalement à cause de conflits avec Sony BMG qui se sépare du groupe.
Il sera suivi par deux autres productions : le six titres The Human Body EP, chez Trucks Records en 2005, et No Need to Be Downhearted, en 2007 chez le même label. Ce dernier tire son nom de la chanson 15 Ways du groupe The Fall. Le groupe réalisera une série de concerts, jusqu'à un dernier à Londres le 11 juin 2008, qui annoncera une pause de deux ans.
À la fin 2010, Electric Soft Parade revient pour une série de concerts. Le 18 juin 2011 parait un EP de 4 pistes, A Quick One. Le 17 juin 2013, soit six ans après la sortie de No Need to be Downhearted, est révélé leur nouvel album IDIOTS, sur le label Helium Records.

## Projets parallèles
En 2002, Alex et Thomas forment un nouveau groupe, avec Eamon Hamilton, claviériste de British Sea Power, baptisé Brakes.
Thomas White commence une carrière solo, avec la sortie des albums I Dream of Black en 2008, The Maximalist en 2010 et YALLA ! en 2012.

## Discographie

### Compilations
- 2006 : Compilation du Truck Festival (avec la piste The Friday Before Christmas)
- 2006 : It's Not Like Christmas (avec la piste Life in the Backseat)
- 2007 : The Saturday Sessions (avec la piste Silent to the Dark)